# Christian Antz
Christian Antz (* 1961) ist ein deutscher Kunsthistoriker und Kulturmanager. Seit 1998 ist er als Referatsleiter im Ministerium für Wirtschaft und Arbeit des Landes Sachsen-Anhalt in Magdeburg und seit 2011 als Honorarprofessor an der Fachhochschule Westküste in Heide tätig.

## Leben
Der Saarländer Antz hat 1982 bis 1988 Kunstgeschichte, Germanistik, Philosophie und Politikwissenschaft studiert. Mit einem Promotionsstipendium der Friedrich-Naumann-Stiftung hat er 1992 seine Dissertation zur süddeutschen Barockarchitektur an der Universität Trier abgeschlossen. Von 1992 bis 1998 war er als Referent im Wirtschaftsministerium Sachsen-Anhalts für Kulturtourismus (1992–94), Öffentlichkeitsarbeit und Marketing (1994–95) und Politik für Regionen (1995–98) zuständig.
Seit 1996 ist er als Dozent am Institut für Kunstgeschichte der Martin-Luther-Universität Halle-Wittenberg in Halle/Saale, am Institut für Management und Tourismus (IMT) an der Fachhochschule Westküste in Heide und im Fachbereich Soziale Arbeit, Medien, Kultur der Hochschule Merseburg wahrgenommen. Seit 1998 ist Antz Referatsleiter im sachsen-anhaltischen Wirtschaftsministerium, 1998–2002 für Tourismuspolitik, 2002–03 für Tourismus, 2003–06 für Tourismus und Marketing, 2006-12 für Handwerk, Freie Berufe, Handel, Dienstleistungen und Kreativwirtschaft, 2012–2014 für Kreativ-, Informations- und Medienwirtschaft, 2014-15 Kreativwirtschaft, Handel, Dienstleistungen, Informationswirtschaft und 2015-17 für Studienreform, Neue Medien, Wissenschaftliche Weiterbildung. Seit 2017 fungiert er als Berater für die Bewerbung der Landeshauptstadt Magdeburg als Kulturhauptstadt Europas im Jahr 2025.
Für Sachsen-Anhalt hat er insbesondere 1992–94/1998–2006 die touristischen Landesprojekte „Straße der Romanik – Reise ins Mittelalter“, die erste Tourismusstraße in Ostdeutschland, „Blaues Band – Wassertourismus in Sachsen-Anhalt“ die erste Flüsse und Seen eines Landes und alle Freizeitaktivitäten integrierende Wassertourismusmarke und „Gartenträume – Historische Parks in Sachsen-Anhalt“, die erste landesweite Garteninitiative in Deutschland, entwickelt. Neben seinem Schwerpunkt Kulturtourismus widmet sich Antz auch seit 2000 gemeinsam mit den christlichen Kirchen in Deutschland das Zukunftsthema Spiritueller Tourismus und seit 2009 den Wachstumsmarkt Slow Tourism.
Seit 1993 ist er Gründungsmitglied der Weinbruderschaft Saale-Unstrut, 1997–2001 Gründungs- und Vorstandsmitglied des Vierung Kunstvereins Magdeburg sowie 2005-12 Gründungs- und Präsidiumsmitglied der St. Jakobus-Gesellschaft Sachsen-Anhalt. Antz engagiert sich des Weiteren 1997–2005 im Denkmalrat des Landes Sachsen-Anhalt, 1998–2006 im Beirat der Deutschen Zentrale für Tourismus (DZT), 2001-05 in der Jury des Wissenschafts-Preises der Hochschule Harz und der TUI, seit 2003 in der Deutschen Gesellschaft für Tourismuswissenschaft (DGT), 2007-12 als Aufsichtsrat der Sachsen-Anhaltischen Landesentwicklungsgesellschaft (SALEG), 2007-12 als Vorsitzender des „Gartennetz Deutschland - Bundesverband regionaler Garteninitiativen“, 2009-16 in der Katholischen Arbeitsgemeinschaft Freizeit und Tourismus der Deutschen Bischofskonferenz (KAFT), seit 2010 im Kuratorium Buchpreis der Deutschen Gartenbau-Gesellschaft (DGG), seit 2012 im Wissenschaftlichen Beirat des Zentrums für Mittelalterausstellungen (ZMA) oder auch seit 2017 in der Kammer für Kirche und Tourismus der Evangelischen Kirche Mitteldeutschlands (EKM). Seit 2011 hat er als Honorarprofessor die weltweit erste Professur für Slow Tourism im Fachbereich Wirtschaft der Fachhochschule Westküste in Heide inne.